# Symfoni nr 8 (Beethoven)

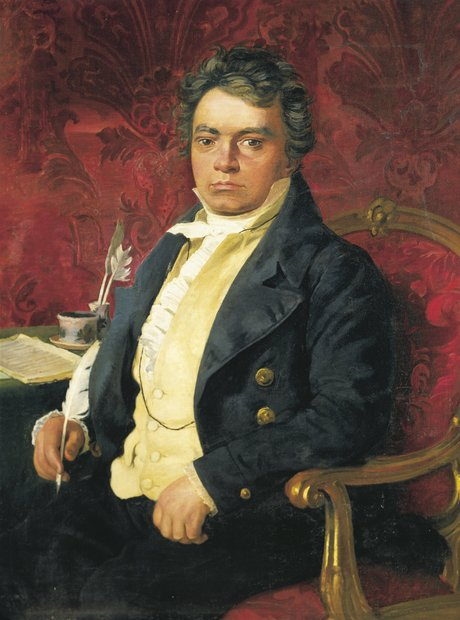
Beethoven år 1814.

Symfoni Nr. 8 i F-dur, opus 93 komponerades av Ludwig van Beethoven åren 1811-12 och uruppfördes den 27 februari 1814 vid en konsert där även hans sjunde symfoni spelades. Den åttonde symfonin består av fyra satser:
1. Allegro vivace e con brio
2. Scherzando: Allegretto
3. Tempo di Menuetto
4. Allegro vivace

## Media
- Allegro vivace e con brio
- Scherzando: Allegretto
- Tempo di Menuetto
- Allegro vivace